# Sông Lục Đầu
Sông Lục Đầu hay Lục Đầu Giang là một đoạn sông bao gồm 6 con sông (từ 1888 về trước là các sông Thiên Đức, Chiêm Đức, Nhật Đức, Phượng Nhãn, Cổ Chu và Lâu Khê) mang tên sông Thương, sông Cầu, sông Lục Nam, sông Đuống, sông Kinh Thầy, sông Thái Bình gặp nhau tạo thành. Trong đó, sông Lục Nam và sông Thương hợp nhau tại xã Trí Yên, thành phố Bắc Giang, Tỉnh Bắc Giang tạo thành Sông Thái Bình, đoạn sông này chảy qua đền Kiếp Bạc xuống bến Bình Than, gặp sông Cầu và sông Đuống rồi lại phân chia thành 2 dòng: sông Thái Bình và sông Kinh Thầy tại cồn Xã Nhân Huệ, Chí Linh, Hải Dương.
Sông Kinh Thầy từ đó lại tách thành 2 dòng là sông Kinh Môn và sông Kinh Thầy tại huyện Kinh Môn, Hải Dương.
Vậy nên Lục Đầu Giang không phải là 6 con sông chảy đổ về một chỗ, mà là nơi gặp nhau rồi chia tách của 4 con sông chính: sông Lục Nam, sông Thương, sông Cầu, sông Đuống thành 2 con sông khác mà tạo thành 6 hướng sông khác nhau.
Tên sông Lục Đầu gợi nghĩ đến chiến thắng Vạn Kiếp lẫy lừng của Trần hưng Đạo chống quân Mông - Nguyên xưa kia.

Lục đầu giang

## Sử sách
Ô Mã Nhi, Thoát Hoan, Trương Văn Hổ đã đem quân vào Vạn Kiếp theo hai đường thủy, bộ. Trần Khánh Dư đã diệt được Trương Văn Hổ; Ngày 14 tháng 1 năm 1288, Trần Thủ Độ đã đào sông này. Tám ngày sau quân ta đã diệt được Thoát Hoan và Ô Mã Nhi.

## Giải nghĩa sông Lục Đầu
Lục Đầu Giang không phải một danh từ chỉ tên một con sông, mà có ý chỉ 1 đoạn sông có 6 hướng sông khác nhau, điểm trung tâm tại bến Bình Than, Chí Linh, Bắc Ninh.
Tên gọi sông Sáu Đầu chưa thực sự chính xác như mọi người nghĩ (lục: sáu), vì tại vị trí trung tâm (dòng lớn nhất) thì có 4 dòng sông đầu nguồn (S.Thương, S.Lục Nam, S.Cầu, S.Đuống) và 2 dòng sông cuối nguồn (S.Thái Bình, S.Kinh Thầy), nên đó chỉ là một hình thức gọi một nơi có 6 hướng dòng sông khác nhau mà thôi. Khác hoàn toàn với Cửu Long ở đồng bằng sông Cửu Long (đổ ra 9 cửa - 9 cuối nguồn).
Phía bắc của đoạn sông Lục Đầu Giang từ xã Chí Yên, Yên Dũng, Bắc Giang, phía nam đến xã Lâu Khê, Hiệp Cát, huyện Nam Sách, Hải Dương.